# گمینا وومیانکی
گمینا وومیانکی (به لهستانی:  Gmina Łomianki) یک گمینا در لهستان است که در شهرستان وارساف وست واقع شده‌است. گمینا وومیانکی ۳۸٫۰۶ کیلومتر مربع مساحت و ۲۵٬۰۱۳ نفر جمعیت دارد.